# Wolfratshausen
Wolfratshausen est une ville allemande située en Bavière, dans l'arrondissement de Bad Tölz-Wolfratshausen.
Pendant la Seconde Guerre mondiale, un camp de travail forcé, annexe au camp de concentration de Dachau, nommé Föhrenwald était situé dans la ville. Après la guerre, le camp de travail a été utilisé comme un camp de personnes déplacées par les Alliés.
Ainsi, jusqu'à 5 300 juifs survivants de la Shoah y furent réfugiés jusqu'en 1957.

## Histoire
| Appartenances historiques Duché de Haute-Bavière 1280–1353 Duché de Bavière-Landshut 1353-1392 Duché de Bavière-Munich 1392-1505 Duché de Bavière 1505–1623 Électorat de Bavière 1623–1806 Royaume de Bavière 1806–1918 République de Weimar 1918–1933 Reich allemand 1933–1945 Allemagne occupée 1945–1949 Allemagne 1949–présent |

## Jumelages
- Barbezieux-Saint-Hilaire (France) depuis le 26 septembre 1970
- Iruma (Japon) depuis le 14 octobre 1987[3]

## Personnalités liées à la commune
- Lieu de résidence et de décès (22 mars 1974) du médecin nazi Gregor Ebner impliqué dans le projet Lebensborn.